# Atelopus minutulus
Atelopus minutulus is een kikker uit de familie padden (Bufonidae) en het geslacht klompvoetkikkers (Atelopus). De soort werd voor het eerst wetenschappelijk beschreven door Pedro Miguel Ruíz-Carranza, Jorge Ignacio Hernández-Camacho en Maria Cristina Ardila-Robayo in 1988. Omdat de soort pas sinds recentelijk is beschreven wordt de kikker in veel literatuur nog niet vermeld.
Atelopus minutulus leeft in delen van Zuid-Amerika en komt endemisch voor in Colombia. De kikker is bekend van een hoogte van ongeveer 1560 meter boven zeeniveau. De soort komt in een relatief klein gebied voor en is hierdoor kwetsbaar. Door de internationale natuurbeschermingsorganisatie IUCN wordt de soort beschouwd als 'kritiek'.
Atelopus minutulus is een bewoner van nevelbossen. De soort is sinds 1985 niet meer gezien.